# Cristiano II di Oldenburg
Cristiano II di Oldenburg detto il crociato (Oldenburg, XII secolo – Oldenburg, 1233) è stato un nobile tedesco.
Fu conte di Oldenburg dal 1209 fino alla sua morte. Era un figlio di Maurizio I di Oldenburg e di Salomè di Hochstaden-Wickrath, che era di origine greca.

## Biografia
Cristiano II di Oldenburg il crociato era un nobile mezzo greco e mezzo tedesco. Fu il conte di Oldenburg dal 1209 fino alla sua morte. Era un figlio di Maurizio I di Oldenburg e, sua moglie, Salomè di Hochstaden-Wickrath, che era di origine greca.
Dopo la morte di Maurizio I governò insieme al fratello Ottone I di Oldenburg. Governarono in modo armonioso e riuscirono in modo significativo ad espandere i diritti e il territorio di Oldenburg in Frisia. Cristiano II riuscì a porre fine alla sovranità dell'Arcivescovado di Brema su Oldenburg; in cambio aiutò Brema contro i contadini ribelli a Stedingen. Ha anche combattuto molte faide contro i suoi signori, contro i suoi cugini e contro Hoya. Circa nel 1180 ha sposato Agnese (una figlia del conte Arnold di Altena-Isenburg e una greca di nome "Athena la III") e ha avuto due figli:
- Ottone di Brema (morto nel 1280 circa)
- Giovanni I di Oldenburg

## Ascendenza
|                               |   |                          | Genitori |  |  | Nonni |  |  | Bisnonni               |  |  | Trisnonni             |  |
|                               |   |                          |          |  |  |       |  |  | Elimar II di Oldenburg |  |  | Elimar I di Oldenburg |  |
|                               |   |                          |          |  |  |       |  |  | Elimar II di Oldenburg |  |  | Elimar I di Oldenburg |  |
|                               |   | Richenza di Elsdorf      |          |  |  |       |  |  | Elimar II di Oldenburg |  |  |                       |  |
| Cristiano I di Oldenburg      |   |                          |          |  |  |       |  |  | Elimar II di Oldenburg |  |  |                       |  |
|                               |   | Eilika von Werl-Rietberg | …        |  |  |       |  |  |                        |  |  |                       |  |
|                               |   | Eilika von Werl-Rietberg | …        |  |  |       |  |  |                        |  |  |                       |  |
|                               |   | Eilika von Werl-Rietberg | …        |  |  |       |  |  |                        |  |  |                       |  |
| Maurizio I di Oldenburg       |   | Eilika von Werl-Rietberg |          |  |  |       |  |  |                        |  |  |                       |  |
|                               |   | Burcardo di Versfleth    | …        |  |  |       |  |  |                        |  |  |                       |  |
|                               |   | Burcardo di Versfleth    | …        |  |  |       |  |  |                        |  |  |                       |  |
|                               |   | Burcardo di Versfleth    | …        |  |  |       |  |  |                        |  |  |                       |  |
| Cunegonda di Versfleth        |   | Burcardo di Versfleth    |          |  |  |       |  |  |                        |  |  |                       |  |
|                               |   | …                        | …        |  |  |       |  |  |                        |  |  |                       |  |
|                               |   | …                        | …        |  |  |       |  |  |                        |  |  |                       |  |
|                               |   | …                        | …        |  |  |       |  |  |                        |  |  |                       |  |
| Cristiano II di Oldenburg     |   | …                        |          |  |  |       |  |  |                        |  |  |                       |  |
|                               | … | …                        |          |  |  |       |  |  |                        |  |  |                       |  |
|                               | … | …                        |          |  |  |       |  |  |                        |  |  |                       |  |
|                               | … | …                        |          |  |  |       |  |  |                        |  |  |                       |  |
| Otto di Hochstaden-Wickrath   | … |                          |          |  |  |       |  |  |                        |  |  |                       |  |
|                               |   | …                        | …        |  |  |       |  |  |                        |  |  |                       |  |
|                               |   | …                        | …        |  |  |       |  |  |                        |  |  |                       |  |
|                               |   | …                        | …        |  |  |       |  |  |                        |  |  |                       |  |
| Salomè di Hochstaden-Wickrath |   | …                        |          |  |  |       |  |  |                        |  |  |                       |  |
|                               |   | …                        | …        |  |  |       |  |  |                        |  |  |                       |  |
|                               |   | …                        | …        |  |  |       |  |  |                        |  |  |                       |  |
|                               |   | …                        | …        |  |  |       |  |  |                        |  |  |                       |  |
| Adelaide                      |   | …                        |          |  |  |       |  |  |                        |  |  |                       |  |
|                               |   | …                        | …        |  |  |       |  |  |                        |  |  |                       |  |
|                               |   | …                        | …        |  |  |       |  |  |                        |  |  |                       |  |
|                               |   | …                        | …        |  |  |       |  |  |                        |  |  |                       |  |
|                               |   | …                        |          |  |  |       |  |  |                        |  |  |                       |  |